# Pycnoclavella belizeana
Pycnoclavella belizeana är en sjöpungsart som beskrevs av Goodbody 1996. Pycnoclavella belizeana ingår i släktet Pycnoclavella och familjen Pycnoclavellidae. Inga underarter finns listade i Catalogue of Life.